# 民權黨
民權黨（英語：Citizens Party）是香港一個民主派政黨，在1997年5月陸恭蕙建立，兼任黨主席。2000年陸恭蕙退出政壇，陳啟宗接任民權黨主席。
除要求香港民主改革以外，民權黨集中於反歧視和與環境保護有關的問題，它要求創立紅燈區和為平等機會立法。在1998年立法會選舉，陸恭蕙為民權黨贏取了一個議席。2000年立法會選舉，她決定不競選，兼另行成立思匯政策研究所。
陳啟宗曾經參加2003年區議會選舉，競選離島區議會南丫及蒲台選區的議席，但最終落敗。
民權黨在2008年5月9日報紙刊登自動清盤通告，完成最後清盤手續，正式結束運作。

## 立法會議員
| 議席     | 界別     | 姓名     | 1998-2000 | 2000-2004 | 2004-2008 | 備註 |
| -------- | -------- | -------- | --------- | --------- | --------- | ---- |
| 地方選區 | 香港島   | 陸恭蕙   |           |           |           |      |
| 所得議席 | 所得議席 | 所得議席 | 1         | 0         | 0         |      |

## 選舉

### 立法會選舉
| 選舉 | 民選得票 | 民選得票比例 | 地方選區議席 | 功能界別議席 | 總議席 | +/- |
| 1998 | 41,633 ━ | 2.81% ━      | 1            | 0            | 1 / 60 | 1 ━ |

### 區議會選舉
| 選舉 | 民選得票 | 民選得票比例 | 總議席  | +/- |
| 1999 | 2,072 ━  | 0.26% ━      | 1 / 390 | 1 ━ |
| 2003 | 361 ▼    | 0.03% ▼      | 0 / 400 | 1 ▼ |